# Куронь, Мацей
Мацей Куронь (пол. Maciej Kuroń; 8 марта 1960, Варшава — 25 декабря 2008, Изабелин) — польский кулинар и ресторатор, в начале 1980-х — активист студенческого протестного движения. Сын Яцека и Гражины Куронь. В 1980—1981 — один из лидеров Независимого союза студентов, близкого к «Солидарности» и Конфедерации независимой Польши. В Третьей Речи Посполитой — повар и владелец ресторанного бизнеса. Известный тележурналист, ведущий специализированных кулинарных программ.

## Протестный активист
Родился в семье левого диссидента Яцека Куроня, одного из создателей Комитета защиты рабочих, видного деятеля «Солидарности». По образованию — историк. В 1980 году, будучи студентом Педагогического университета в Ольштыне, возглавил студенческие выступления в поддержку забастовочного движения. С сентября 1980 — один из лидеров Независимого союза студентов. Организатор и лидер студенческих забастовок с требованием отмены преподавания марксистско-ленинских дисциплин.

Особенно напряжённое положение сложилось в университете, где забастовку возглавляет сын контрреволюционера Куроня.

«Правда», февраль 1981

При военном положении Мацей Куронь-младший был отчислен из Варшавского университета. Занимался самостоятельными историческими исследованиями. Впоследствии учился в Кулинарном институте Америки.

## Кулинар и тележурналист
После смены общественной системы в Польше Мацей Куронь — в отличие от своего отца — отошёл от политики и занялся кулинарией. Стал известным поваром, затем владельцем ресторана в Варшаве.

У Куроня остался сын — Мацей. Он… предпочёл открыть в центре Варшавы свой ресторан. Это весьма успешное предприятие, в котором хорошо кормят (знаю по своему опыту) и которое никогда не пустует.

Дмитрий Травин

Мацей Куронь — автор ряда кулинарных книг, рецептурных сборников, в частности Kuchnia Polska. Kuchnia Rzeczypospolitej wielu narodów (о кухне Речи Посполитой). Был ведущим телевизионных программ Gotuj z Kuroniem, Niebo w gębie, Kuroń raz, Graj z Kuroniem.
Состоял в Stowarzyszenie Wolnego Słowa — Ассоциации свободного слова — организации защиты свободы информации и журналистских прав.

## Кончина и награда
Мацей Куронь скоропостижно скончался в своём доме в деревне Изабелин (гмина Изабелин) от сердечной недостаточности. Похоронен на кладбище Старые Повонзки.
В день похорон, 7 января 2009, был посмертно награждён Крестом офицера Ордена Возрождения Польши — «за выдающиеся достижения в деле демократических преобразований и участие в формировании социальных установок поляков».